# 壮人永跟毛泽东
《壮人永跟毛泽东》是一首广西壮族歌曲。曲调系粟仁金根据德保北路山歌《日头落山岗过岗》和其他壮族民歌改编。1960年在全国业余歌曲创作比赛上获得二等奖。1961年先后发表在《歌曲》第二期、《音乐刨作》第六期上，后被《壮歌向着北京飞》等十五种书刊转载。1963年收入广西人民出版社出版、含壮、仫佬、毛南、瑶等民族创作歌曲七十五首的歌曲集。各种展现红水河的景色及各民族劳动场景，充满了“红水滔滔归大海，壮人永跟毛泽东”式的时代性语句，开了壮族“颂歌”的先河。